# Oscar Saráz
Oscar Saráz (Medellín, Antioquia, Colombia, 12 de mayo de 1990) es un futbolista colombiano. Juega de defensa. 

## Clubes
| Club              | País     | Año         | Partidos |
| ----------------- | -------- | ----------- | -------- |
| Real Santander    | Colombia | 2011        | 17       |
| Alianza Petrolera | Colombia | 2012        | 7        |
| Leones            | Colombia | 2012        | 3        |
| Atlético Nacional | Colombia | 2013        | 0        |
| Fortaleza         | Colombia | 2013        | 9        |
| Tigres            | Colombia | 2016 - 2017 | 6        |

## Palmarés

### Campeonatos nacionales
Otros logros
- Subcampeón de la Primera B 2013 con Fortaleza
- Subcampeón de la Primera B 2016 con Tigres